# Claudia Paz y Paz

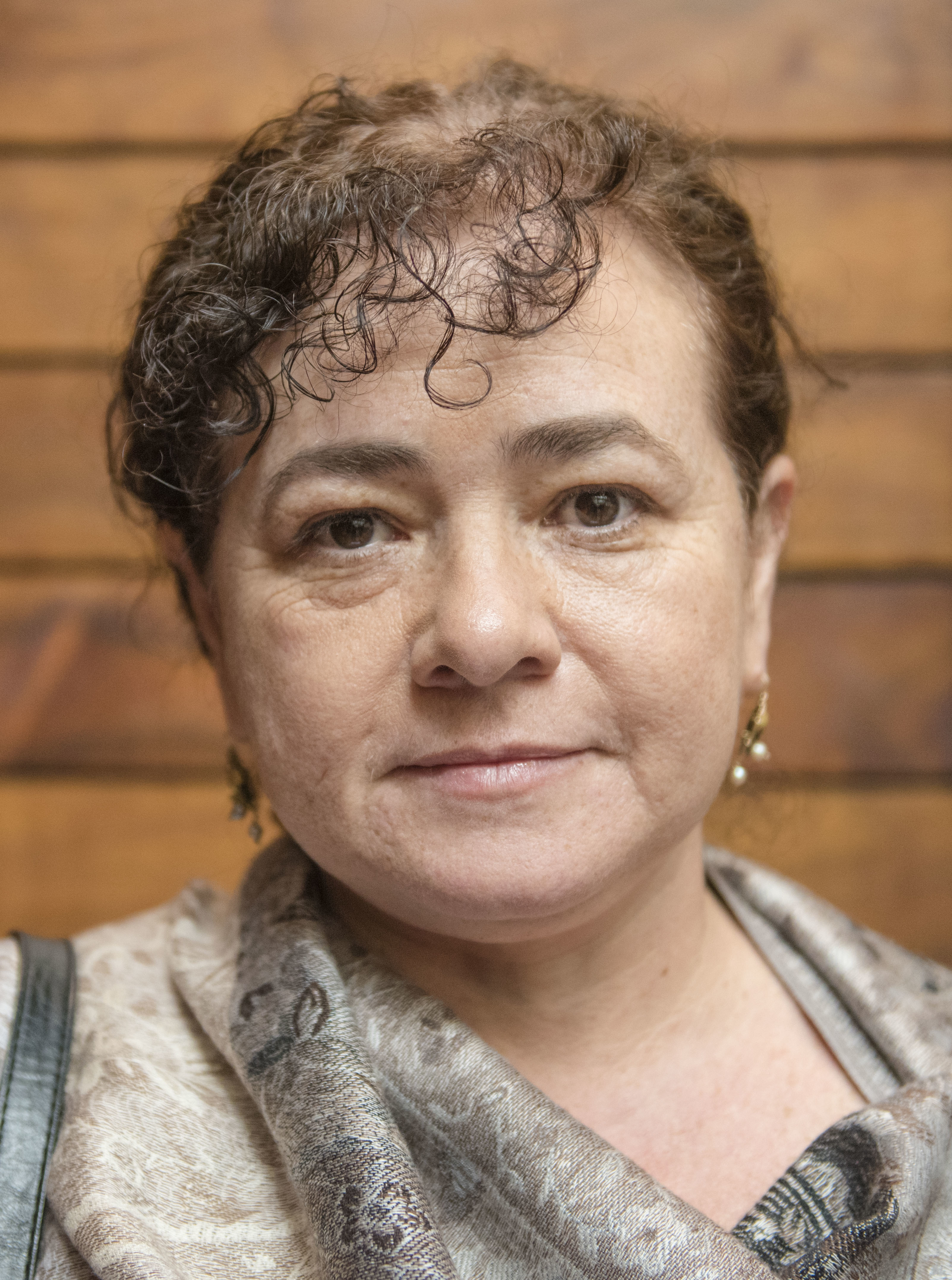
Claudia Paz y Paz (2016)

Claudia Paz y Paz Bailey (* 1967 in Guatemala) ist eine Strafrechtexpertin, Akademikerin, Richterin und Prozessanwältin, ehemalige Oberstaatsanwältin und die erste gewählte weibliche Generalstaatsanwältin in Guatemala, zunächst zwei Jahre unter der Präsidentschaft von Álvaro Colom, dann unter Präsident Otto Pérez Molina.
Ihr Schwerpunkt ist die Verfolgung von Menschenrechtsverletzungen, organisiertem Verbrechen und Korruption, sowie die Schaffung von rechtsstaatlichen Strukturen.

## Berufslaufbahn
Paz y Paz war zunächst akademisch tätig und arbeitete als Menschenrechtsanwältin. Als Generalstaatsanwältin Guatemalas vom 9. Dezember 2010 bis 15. Mai 2014 bekleidete Paz y Paz das Amt des Fiscal General de la República de Guatemala, dessen 10. Amtsträgerin sie war. Paz y Paz leitete mehrere Untersuchungen zu den im Bürgerkrieg begangenen Kriegsverbrechen. Ihre Amtseinsetzung erfolgte durch die Regierung Álvaro Colom Caballeros, unter dessen Nachfolger Otto Pérez Molina wurde ihr Mandat bis 2014 fortgesetzt. Sie erlangte insbesondere mit Untersuchungen zu Vorwürfen gegen das ehemalige guatemaltekische Staatsoberhaupt Efraín Ríos Montt allgemeine Bekanntheit. Der Angeklagte wurde dabei unter Hausarrest gestellt. Im Mittelpunkt standen unter anderem die Vorgänge, die beim Massaker von Dos Erres zum gewaltsamen Tod von 252 Menschen geführt haben. Vier Angeklagte wurden dabei für schuldig befunden und zu lebenslangen Haftstrafen verurteilt. Im Rahmen dieser und anderer Beweisaufnahmen war sie wiederholt Drohungen gegen ihre Person ausgesetzt.
Einen weiteren Schwerpunkt ihrer Arbeit bildete die Bekämpfung der Drogenkriminalität: In den ersten sechs Monaten ihrer Amtszeit gelang es, mehr Drogenhändler zu verhaften, als in der ganzen vorangegangenen Zehnjahresperiode. Unter ihrer Leitung konnten fünf der zehn meistgesuchten Drogenbosse Guatemalas gestellt werden und die Aufklärungsrate von frauenfeindlichen Gewalttaten und Tötungsdelikten lag zehnmal so hoch wie unter sämtlichen vorherigen Amtsinhabern.
Nachdem 2014 Thelma Aldana ihre Nachfolge in der Generalstaatsanwaltschaft antrat, wurde Paz y Paz mit dem Menschenrechtspreis des Washington Office on Latin America–WOLA (Oficina en Washington para Asuntos Latinoamericanos) ausgezeichnet. WOLA ernannte sie überdies zum Senior Fellow. Paz y Paz ist heute auch Mitglied der Iniciativa de Liderazgo de la Justicia. Sie gab bekannt, nach Ablauf ihres Mandats zu ihrer früheren akademischen Arbeit zurückkehren zu wollen. Zu diesem Zeitpunkt verzichtete sie zudem ausdrücklich auf eine spätere politische Kandidatur.
Da ihr Rücktritt nach einer Entscheidung des Verfassungsgerichts vorzeitig erfolgte, wird vermutet, dass sich Paz y Paz mit ihren Untersuchungen zu nahe an das Umfeld des amtierenden Präsidenten Otto Pérez Molina herangewagt hatte, dieser war zur Zeit des Bürgerkriegs ein hohes Mitglied der guatemaltekischen Streitkräfte gewesen.

## Internationale Anerkennung
Im August 2013 nannte das Forbes Magazine Paz y Paz als „eine der fünf mächtigsten Frauen, welche die Welt verändern“. Ebenfalls 2013 erhielt sie den Judith-Lee-Stronach-Menschenrechtspreis und den Hillary Rodham Clinton Award. Im selben Jahr stand sie auf der Nominiertenliste für die Vergabe des Friedensnobelpreises, die Entscheidung des Komitees fiel jedoch zugunsten der Organisation für das Verbot chemischer Waffen, mit Sitz in Den Haag. Öffentlichen Zuspruch erhielt Paz y Paz auch von Seiten der damaligen US-Staatssekretärin Hillary Clinton. Weitere Ehrungen erhielt Paz y Paz von der Latin American Studies Association in Pittsburgh, in Zusammenarbeit mit Oxfam, für ihre wissenschaftliche Arbeit und ihren unermüdlichen Einsatz für die Menschenrechte. 2013 erschien ein dokumentarisches Porträt Paz y Paz’ in der Multiformatserie 100 Women der British Broadcasting Corporation (BBC). 2015 wurde ihr Engagement mit dem Zivilcourage Preis der John Train Foundation ausgezeichnet, diesen erhielt sie zusammen mit der guatemaltekischen Richterin Iris Yassmin Barrios Aguilar, die Efraín Ríos Montt verurteilt hatte.

## Schriften (Auswahl)
- (Hrsg.): Justicia militar. Participaron en la investigación. La Fundación Myrna Mack, Guatemala 1997.
- La tipificación de violaciones en contra de derechos fundamentales y los hechos de violencia vinculados al enfrentamiento armado. Fondo de Desarrollo Democrático de CECI, Instituto de Estudios Comparados en Ciencias Penales de Guatemala, Guatemala 1998.
- Claudia Paz y Paz Bailey, Silvina Ramírez: Gestión de la conflictividad local en la Guatemala de la post guerra. ICCPG, Guatemala 2007.
- Ileana Arduino, Claudia Paz y Paz Bailey: La nueva regulación de la violencia sexual en Guatemala.  Instituto de Estudios Comparados en Ciencias Penales de Guatemala, Ciudad de Guatemala 2010.
- Transforming justice in Guatemala. Strategies and challenges investigating violent deaths 2011–2014. Georgetown University, Washington, D. C. 2016. (Digitalisat; PDF; 2 MB; englisch).
- Politics, institutions, and the prospects for justice in Guatemala. In: Stephen Henighan, Candace Johnson (Hrsg.): Human and environmental justice in Guatemala. University of Toronto Press, Toronto / Buffalo / London 2018, ISBN 978-1-4875-0389-5 (Buchbeitrag).

2015 veröffentlichte die niederländische Filmemacherin Joey Boink einen 54-minütigen Dokumentarfilm Burden of peace, der 2016 in Frankreich (FIPA) ausgezeichnet wurde.